# Missile balistico

Raffigurazione di una V2, il primo missile balistico della storia

Un missile balistico è un missile che ha una traiettoria di volo balistica, di tipo suborbitale. Scopo del missile è il trasporto di una o più testate (anche nucleari) su un determinato obiettivo. Il missile può avere una testata singola o frazionale, frazionale significa composta da più veicoli di rientro indipendenti (sub-munizioni trasportate nell'ogiva), in questo caso si parla di Multiple Independent Re-entry Vehicles (MIRV). La seconda soluzione consente di colpire più obiettivi su una determinata area. L'alternativa alla traiettoria balistica è la crociera, per cui si parla di missile da crociera.

## Storia

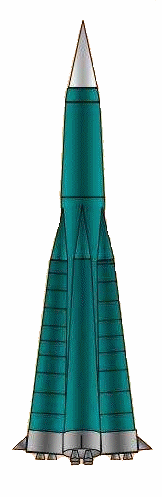
Il sovietico R-7 "Semërka", il primo ICBM operativo

Il primo missile balistico fu il cosiddetto Aggregat 4, comunemente conosciuto con il nome di V2. Fu sviluppato dalla Germania nazista negli anni trenta-quaranta, principalmente ad opera di Wernher von Braun e sotto la direzione del generale Walter Dornberger. Il primo lancio coronato da successo fu effettuato il 3 ottobre 1942, ed il sistema divenne operativo il 6 settembre 1944. La V2 venne impiegata in particolare per effettuare attacchi su Londra. Alla fine della guerra, nel maggio 1945, ne erano stati lanciati più di 3.000.

Dopo il termine del conflitto, Stati Uniti ed Unione Sovietica iniziarono a sviluppare sistemi balistici propri partendo dagli studi tedeschi. Negli anni cinquanta, l'attenzione delle due superpotenze era concentrata essenzialmente sulla possibilità di sviluppare un sistema missilistico in grado di colpire a grandissima distanza. Nell'agosto 1957, i sovietici riuscirono a far volare l'R-7 "Semërka", ovvero quello che sarebbe diventato il primo ICBM operativo. Tale missile divenne noto in Occidente con il nome in codice NATO di SS-6 Sapwood, e fu utilizzato anche come vettore spaziale. Un paio d'anni dopo, gli americani iniziarono ad immettere in servizio i potenti Atlas e Titan, caratterizzati da una gittata, rispettivamente, nell'ordine dei 19.000 e dei 10.000 km.

## Tecnica
Il lancio di un missile balistico può essere effettuato da vari tipi di piattaforma: siti fissi (in origine normali rampe di lancio, in seguito silos), rampe mobili (stradali e ferroviarie), aeree o navali (sottomarini lanciamissili balistici o normali unità di superficie).

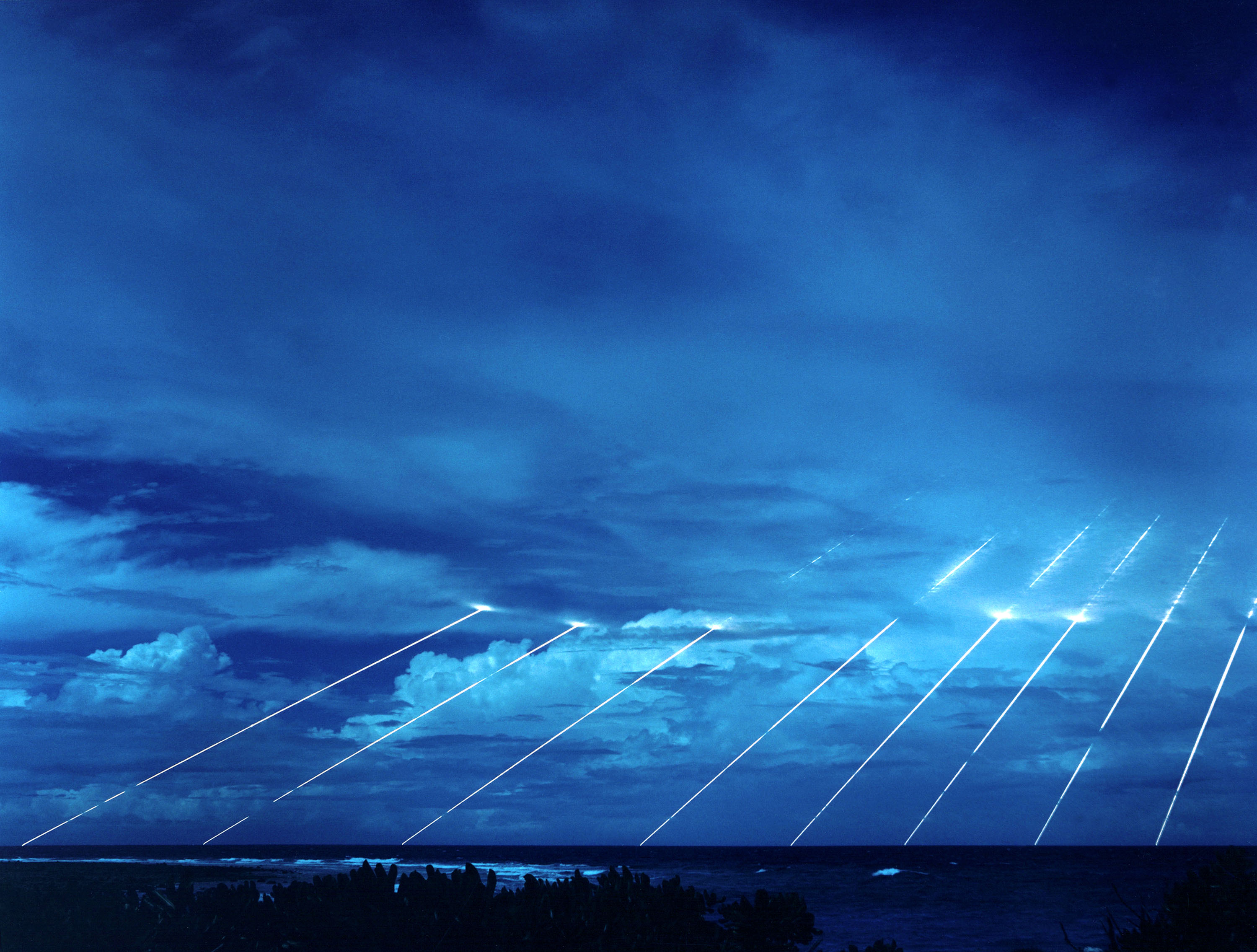
I veicoli di rientro di un LGM-118 Peacekeeper

La fase di volo può essere suddivisa in tre parti.
- Volo con motori accesi: si tratta della prima fase di volo. Solitamente ha una durata compresa tra i pochi secondi ed alcuni minuti. L'impianto propulsivo è costituito da più stadi (solitamente due, ma nei missili più grandi se ne possono avere anche tre), ognuno dei quali spinto da motori a razzo.
- Volo libero: si tratta della seconda fase di volo, che è anche la più lunga. Tale fase inizia quando il missile entra nello spazio e la spinta non è più necessaria. Per percorrere grandi distanze, occorre raggiungere un apogeo piuttosto elevato. Ad esempio, i grandi missili balistici intercontinentali, in grado di trasportare le proprie testate a distanze anche superiori ai 15.000 km, possono arrivare ad altitudini di 1.200 km.
- Fase di rientro: si tratta della parte finale del viaggio di un missile balistico. Tale fase inizia quando la resistenza fluidodinamica inizia a giocare un ruolo considerevole nella traiettoria del missile. Si conclude con l'impatto. I missili più grandi e perfezionati possono arrivare a trasportare anche 10 testate nucleari MIRV a distanze di circa 10.000 km. La precisione con cui le testate colpiscono l'obiettivo è detta CEP (circular error probable, ovvero probabilità circolare di errore), e viene solitamente misurata in metri. I sistemi più recenti hanno sistemi di puntamento migliori e, quindi, CEP inferiori. I sistemi di guida utilizzati dalle testate in fase di rientro possono essere di tipo inerziale, radar, oppure una combinazione dei due.

## Tipi

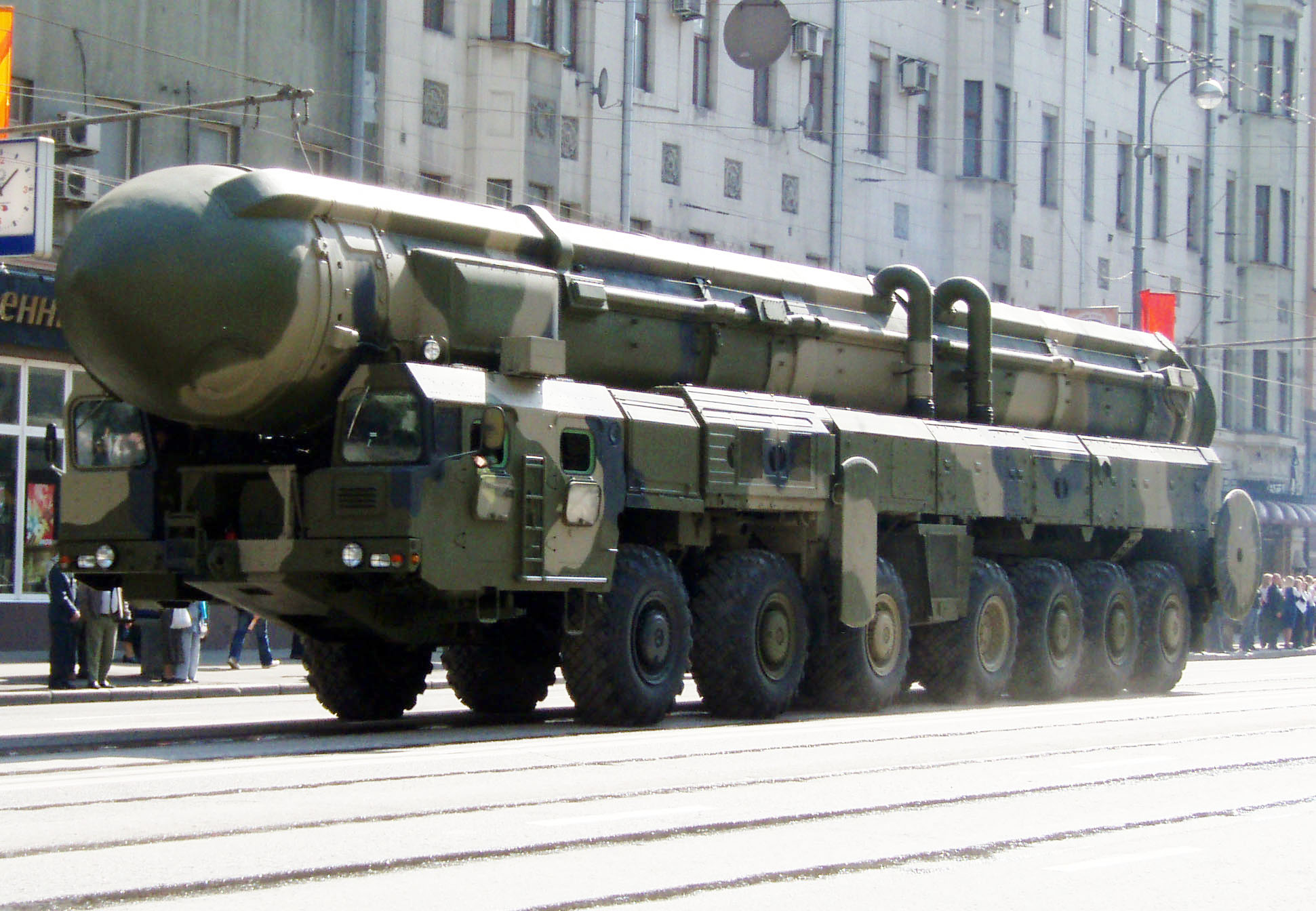
Un SS-25 Sickle russo su rampa mobile stradale

I missili balistici possono essere classificati secondo la gittata e le modalità di utilizzo:
- Missile balistico tattico (Tactical ballistic missile): gittata compresa tra i 150 km ed i 300 km;
  - Missile balistico campale (Battlefield range ballistic missile - BRBM): gittata inferiore ai 100 km;
- Missile balistico da teatro (Theatre ballistic missile - TBM): gittata compresa tra 300 km e 3 500 km;
  - Missile balistico a corto raggio (Short-range ballistic missile - SRBM), con gittata fino a 1 000 km o minore[1];
  - Missile balistico a medio raggio (Medium-range ballistic missile – MRBM), con gittata compresa tra i 1 000 ed i 3 500 km[1];
- Missile balistico a raggio intermedio (Intermediate-range ballistic missile – IRBM), o missile balistico a lungo raggio (long-range ballistic missile - LRBM), con gittata compresa tra i 3 500 ed i 5 500 km[1];
- Missile balistico intercontinentale (Intercontinental ballistic missile - ICBM), con gittata superiore ai 5 500 km[1];
- Missile balistico sublanciato (Submarine-launched ballistic missile – SLBM), lanciato da sottomarini lanciamissili balistici (SSB ed SSBN), solitamente con gittata intercontinentale.

Di solito, i missili a medio-corto raggio sono considerati di teatro o tattici. Inoltre, quelli a medio-lungo raggio solitamente vengono utilizzati per trasportare testate nucleari, in quanto il loro carico utile (ovvero la capacità di carico utile) è troppo limitato per rendere efficace l'utilizzo di esplosivi convenzionali.

La fase di volo è la medesima per tutti i missili. L'unica eccezione riguarda quelli con gittate inferiori ai 350 km, che non hanno una fase di volo esoatmosferico.